# Carbonville
Carbonville statisztikai település az USA Utah államában, Carbon megyében. Lakosainak száma 1383 fő (2020. április 1.).

## Népesség
A település népességének változása:

| 2010 | 1 567 |
| 2020 | 1 383 |